# Westwind (Film)
Westwind ist ein deutscher Spielfilm von Robert Thalheim aus dem Jahr 2011.

## Handlung
Die Handlung des Films beruht auf einer wahren Begebenheit. Die (zweieiigen) Zwillinge Doreen und Isabel, zwei Ruderinnen aus der DDR, reisen im Sommer 1988 in ein Pionierlager am ungarischen Plattensee. Auf dem Weg lernen sie die beiden Westdeutschen Nico und Arne kennen. Doreen und Arne verlieben sich, und um zusammenbleiben zu können, überlegen die Freunde Arne und Nico sowie Doreen und Isabel, wie die Zwillinge das Land illegal Richtung Westen mit Hilfe des VW Käfer verlassen können. Geplant ist, dass beide nacheinander hinter der Rückbank in den Westen geschmuggelt werden. Isabel entscheidet sich jedoch dagegen und bleibt im Osten, während Doreen die Flucht gelingt.

## Hintergrund
Westwind war nach Netto und Am Ende kommen Touristen der dritte Spielfilm von Robert Thalheim. Die Idee zum Film entstand im Sommer 2007 bei einem Gespräch zwischen Thalheim, dem befreundeten Autor Ilja Haller, der späteren Co-Produzentin und Drehbuchautorin Susann Schimk sowie deren Zwillingsschwester Doreen. Die Schwestern berichteten von einem ähnlichen Schicksal wie die Protagonisten des Films, nur dass es sich bei ihnen um Handballerinnen handelte. Im Anschluss führte Haller einige Interviews mit ihnen und 2008 lag eine erste Fassung des Drehbuchs vor. Die Dreharbeiten begannen erst zwei Jahre später. Das Casting gestaltete sich sehr zeitaufwändig, da die Darstellerinnen des Zwillingspaars zueinander passen sollten. Außerdem gab es zunächst Finanzierungsprobleme, die aber gelöst werden konnten. Der Film wurde am Plattensee, in Berlin und in einem Dorf in den neuen Bundesländern gedreht. Die Dreharbeiten dauerten insgesamt sechs Wochen. Die Hauptdarstellerin Friederike Becht erhielt vorher Ruderunterricht bei einem ehemaligen DDR-Olympiatrainer. Am 25. August 2011 kam der Film schließlich in die deutschen Kinos.

## Rezeption
Westwind kam in die Vorauswahl für den Deutschen Filmpreis 2012.
Der Film hatte überwiegend positive Kritiken. Besonders wurde die Leistung der jungen Schauspieler gewürdigt. Rainer Gansera von der Süddeutschen schrieb: Frederike Becht und Luise Heyer verkörpern in ihren ersten Spielfilm-Hauptrollen das Doreen-Isabel-Duo mit hinreißendem Charme. Er lobte außerdem die Atmosphäre und Gefühlsintensität des Films und dass Thalheim die Klischees von Ost-West-Storys vermeidet.
Peter Zander von Die Welt beurteilte Westwind als eindringlichen Film über die deutsche Teilung, der ganz ohne politische Dogmen auskomme und unaufgeregt und echt seine Liebesgeschichte erzähle. Er sei ein kleiner und gerade dadurch ganz großer Film. Kritisch sei nur das Filmende an einer dramaturgisch entscheidenden Wende zu sehen.
Die Deutsche Film- und Medienbewertung FBW in Wiesbaden verlieh dem Film das Prädikat besonders wertvoll.